# Campionati mondiali juniores di bob 2001
I Campionati mondiali juniores di bob 2001, quindicesima edizione della manifestazione organizzata dalla Federazione Internazionale di Bob e Skeleton, si sono disputati l'8 e l'11 febbraio 2001 a Igls, in Austria, sulla Kunsteisbahn Bob-Rodel Igls, il tracciato sul quale si svolsero le competizioni del bob e dello slittino ai Giochi di Innsbruck 1976. La località tirolese ha quindi ospitato le competizioni mondiali di categoria per la prima volta nel bob a due uomini e nel bob a quattro.

## Risultati

### Bob a due uomini
La gara si è disputata l'8 febbraio 2001 nell'arco di due manches.
| Pos. | Atleti                      | Nazione    |
| ---- | --------------------------- | ---------- |
|      | Reto Rüegg Stefan Hammer    | Svizzera-1 |
|      | Evgenij Popov nd            | Russia-1   |
|      | Matthias Höpfner Marc Kühne | Germania-1 |
| ...  | ...                         | ...        |

### Bob a quattro
La gara si è disputata l'11 febbraio 2001 nell'arco di due manches.
|     | Reto Rüegg Daniel Schmid Stefan Hammer Elmar Schaufelberger | Svizzera   |     |     |
|     | Evgenij Popov nd                                            | Russia     |     |     |
|     | Matthias Höpfner Andreas Barucha Marc Kühne Enrico Kühn     | Germania-1 |     |     |
| ... | ...                                                         | ...        | ... | ... |

## Medagliere
| Posizione | Nazione  | Oro | Argento | Bronzo | Totale |
| --------- | -------- | --- | ------- | ------ | ------ |
| 1         | Svizzera | 2   | 0       | 0      | 2      |
| 2         | Russia   | 0   | 2       | 0      | 2      |
| 3         | Germania | 0   | 0       | 2      | 2      |
| Totale    | Totale   | 2   | 2       | 2      | 6      |